# Seleção Cipriota de Rugby Union
A Seleção Cipriota de Rugby Union é a equipe que representa o Chipre em competições internacionais de Rugby Union. 

## Ligações Externas
- http://rugbydata.com/cyprus